# Discografia di Carlos Santana
La seguente è la discografia di Carlos Santana.

## Album

### Album in studio
- 1969 - Santana
- 1970 - Abraxas
- 1971 - Santana III
- 1972 - Caravanserai
- 1973 - Welcome
- 1973 - Love Devotion Surrender (con John McLaughlin)
- 1974 - Borboletta
- 1974 - Illuminations (con Alice Coltrane)
- 1976 - Amigos
- 1977 - Festival
- 1977 - Moonflower
- 1978 - Inner Secrets
- 1979 - Marathon
- 1979 - Oneness: Silver Dreams, Golden Reality
- 1980 - The Swing of Delight
- 1983 - Havana Moon (con Booker T. & the M.G.'s, Willie Nelson, e The Fabulous Thunderbirds)
- 1987 - Blues for Salvador
- 1994 - Santana Brothers (con Jorge Santana & Carlos Hernandez)
- 1999 - Supernatural
- 2002 - Shaman
- 2017 - Power of Peace (con The Isley Brothers)
- 2019 - Africa Speaks
- 2021 - Blessings and Miracles

### Album dal vivo
- 1972 - Carlos Santana & Buddy Miles! Live! (con Buddy Miles)
- 1973 - Lotus
- 2004 - Carlos Santana Live
- 2007 - Carlos Santana and Wayne Shorter – Live at the Montreux Jazz Festival 1988

### Raccolte
- 2001 - Macic of Carlos Santana
- 2003 - The Latin Sound of Carlos Santana
- 2004 - Carlos Santana
- 2005 - Very Best of Carlos Santana
- 2006 - Carlos Santana
- 2007 - Havana Moon/Blues for Salvador
- 2008 - Multi-Dimensional Warrior

## Singoli
| Anno | Singolo                                                                                   | Album                               |
| ---- | ----------------------------------------------------------------------------------------- | ----------------------------------- |
| 1972 | Evil Ways / Them Changes                                                                  | Carlos Santana & Buddy Miles! Live! |
| 1983 | They All Went to Mexico (con Willie Nelson & Booker T. Jones)                             | Havana Moon                         |
| 1983 | Havana Moon                                                                               | Havana Moon                         |
| 2002 | Dirty Dancin' (The Product G&B con Carlos Santana arrivato in decima posizione in Italia) | -                                   |
| 2006 | Illegal (Shakira con Carlos Santana)                                                      | Oral Fixation Vol. 2                |
| 2007 | No Llorea (Gloria Estefan con Carlos Santana, José Feliciano e Sheila E.)                 | 90 Millas                           |